# William Collins Speare
Pour les articles homonymes, voir Speare.
William Collins Speare (24 août 1915-31 mai 1999) est un homme politique canadien de la Colombie-Britannique. Il est député provincial de la créditiste des circonscriptions britanno-colombiennes de Cariboo d'une élection partielle en 1957 à 1966. De 1964 à 1966, il est vice-président de l'Assemblée législative de la Colombie-Britannique.